# المعهد العالي للفنون المسرحية والعرض والسمعي البصري
المعهد العالي لمهن فنون العرض والسمعي البصري (ISMAS) هو مؤسسة للتعليم العالي الفني بالجزائر العاصمة يقع بالقرب من ساحة الشهداء، برج الكيفان تحت الوصاية المشتركة لوزراة الثقافة والفنون ووزارة التعليم العالي.

## التاريخ والنشأة
يعود أصل المعهد إلى مدرسة الفن المسرحي التي تأسست 1964 بسيدي فرج، وكان ذلك بمبادرة من المسرح الوطني الجزائري وأحد أعمدته مصطفى كاتب بعد أقل من سنة من تأميم المسارح، ثم انتقلت المدرسة إلى برج الكيفان سنة 1965 وتحولت في 1970 إلى "المعهد الوطني للفنون المسرحية والكوريغرافيا (INADC) حاصلا على الشخصية المعنوية والاستقلال المالي.
سنة 1991 تحول إلى معهد تعليم عالِِ وحملت اسم المعهد العالي للفنون المسرحية (INAD) الذي حمل بدوره اسم "المعهد العالي لمهن فنون العرض والسمعي البصري" وذلك منذ إبريل 2004 إلى يومنا هذا.
ومن الأمثلة على ذلك يضم قسم فنون العرض مدرجا بسعة 140 مقعدا وهو مخصص للمحاضرات والعروض المسرحية والسينمائية، مسرحا للتجريب، ورشتين للفنون الدرامية ، قاعتي رقص كلاسيكي ومعاصر، ورشة نجارة وديكور، وورشة للسينوغرافيا.

## الانتساب
يجب أن يكون المتقدم حاصلا على شهادة البكالوريا أو شهادة معادلة لها وأن لا يزيد عمره عن 30 سنة ويجتاز المترشحون امتحانيين أحدهما شفوي والآخر كتابي وبعض الامتحانات الأخرى كالثقافة العامة واللغة والرسم أو مشهد تمثيلي...

## التخصصات
- فن التمثيل
- الإخراج المسرحي
- النقد والأدب المسرحي
- السينوغرافيا
- التصوير

## وصلات خارجية
- دراما جزائرية
- المعهد الوطني العالي للسينما